# پنیر و کراکر

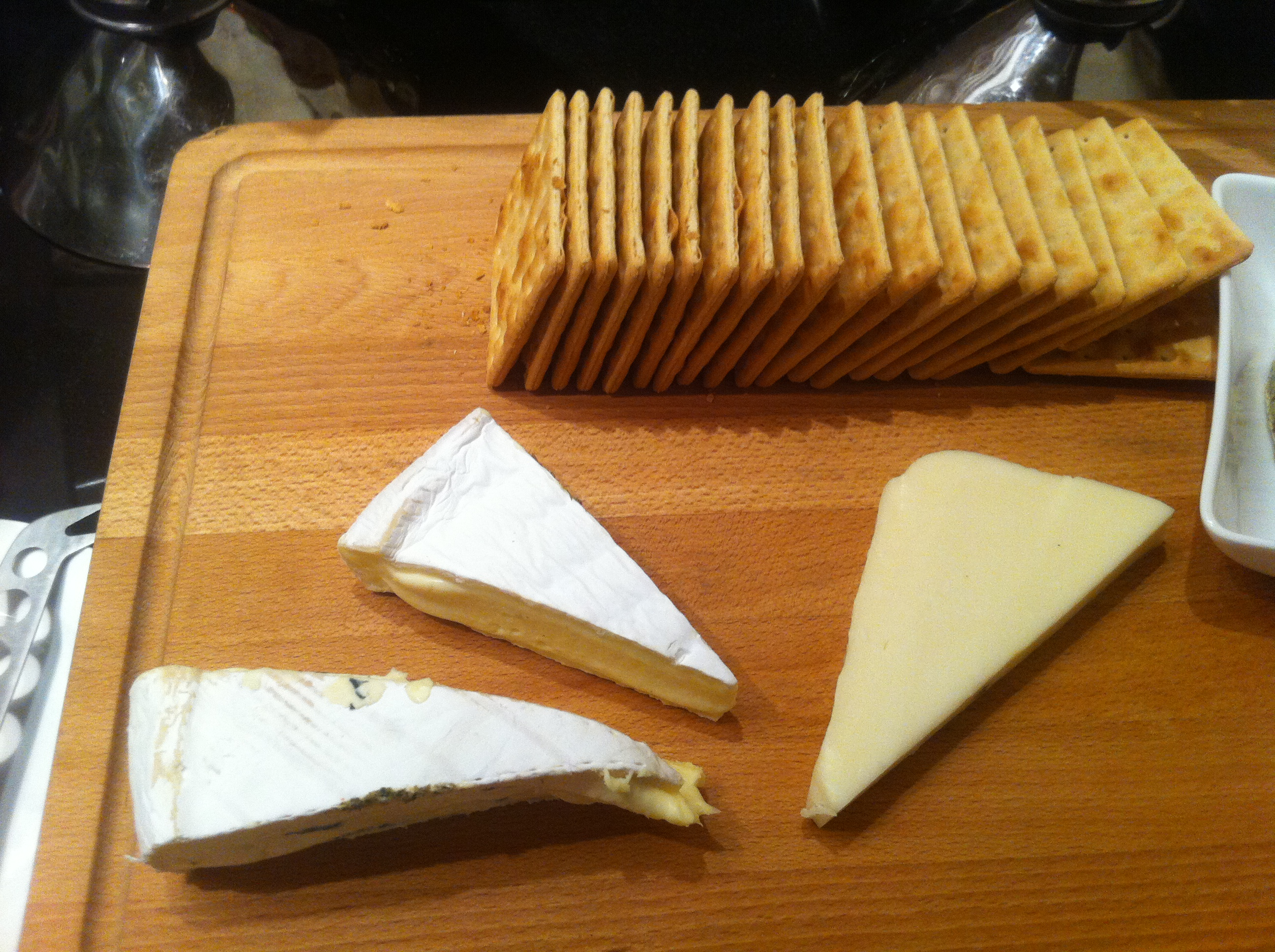
پنیر و کرکر

پنیر و کرکر یک غذای رایج است که از ترکیب کراکر با ترکیب‌های گوناگون پنیر تشکیل شده‌است. این غذا قبل از اختراع یخچال، توسط ملوانان مصرف می‌شده‌است، و به عنوان یکی از اولین غذاهای فوری در ایالات متحده شناخته شده‌است و محبوبیت این غذا در میان مردم در حدود دهه ۱۸۵۰ میلادی در ایالات متحده آماده بسیار زیاد شدبرای تهیه این غذا از انواع گوناگونی از پنیر استفاده می‌شود، و اغلب در کنار آن شراب سرو می‌شود. برندهای تولید انبوه پنیر و کراکر شامل Handi-Snacks ,Ritz , Jatz و Lunchables می‌شود.

## بررسی اجمالی

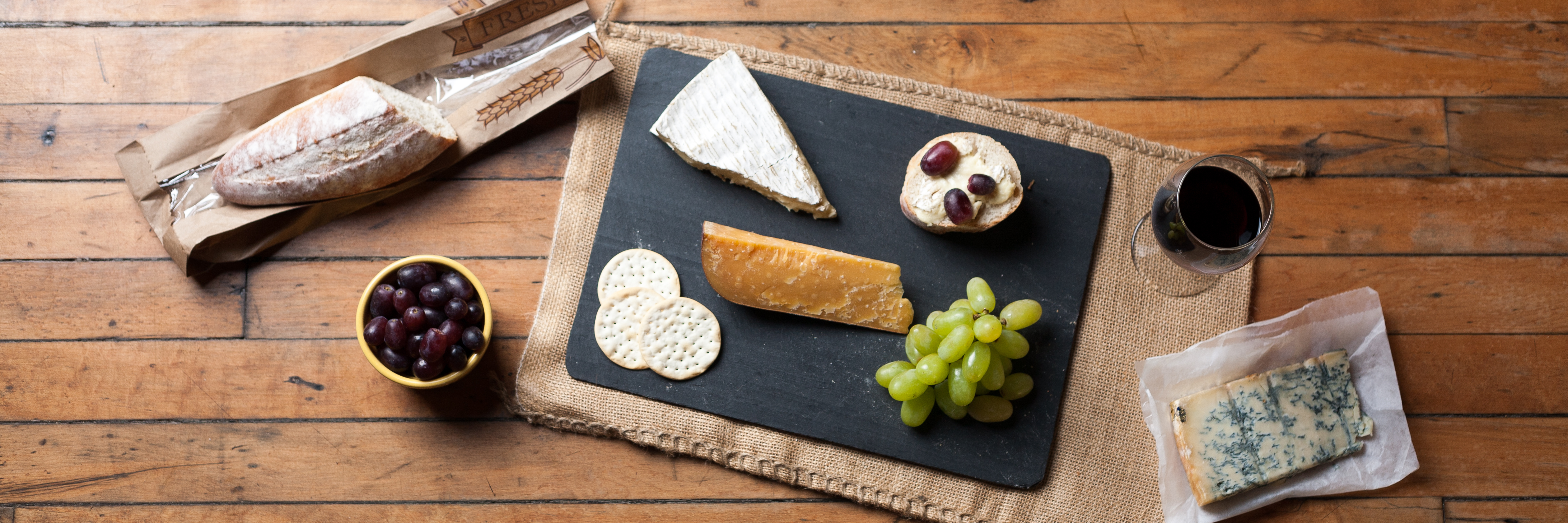
پنیر و کراکر با شراب قرمز و دیگر غذاها

پنیر و کراکر یکمیان وعده غذایی یا پیش غذا متعارف و رایج متشکل از کراکر با انواع پنیر می‌باشد. همچنین در ایالات متحده به عنوان دسر با مواد دیگری مثل مربا، ژله، مارمالاد یا انواع کنسرو سرو می‌شود. این غذا در ایالات متحده آمریکا معمولاً در مهمانی‌های و دور همی ها سرو می‌گردد، همین‌طور در جنوب ایلات متحده آمریکا در مهمانی‌ها بیسار معمول و شایع است که در کنار ژله فلفل تند پنیر خامه ای همراه با کراکر ارائه شود. پنیر و کراکر مقدار زیادی پروتئین دارد زیرا که پروتئین یکی از عناصر اصلی در پنیر محسوب می‌شود.
پنیر و کراکر یک غذای مکمل رایج است که می‌تواند به عنوان مکمل در کنار انواع مختلف پنیر سرو شود، همچنین می‌توان در کنار آن شراب نیز ارائه گردد. پنیر را می‌توان به صورت قطعه قطعه شده یا حبه شده و به طور جداگانه با کراکر سرو کرد یا در بالای کراکر قرار داده شود.

## تاریخچه

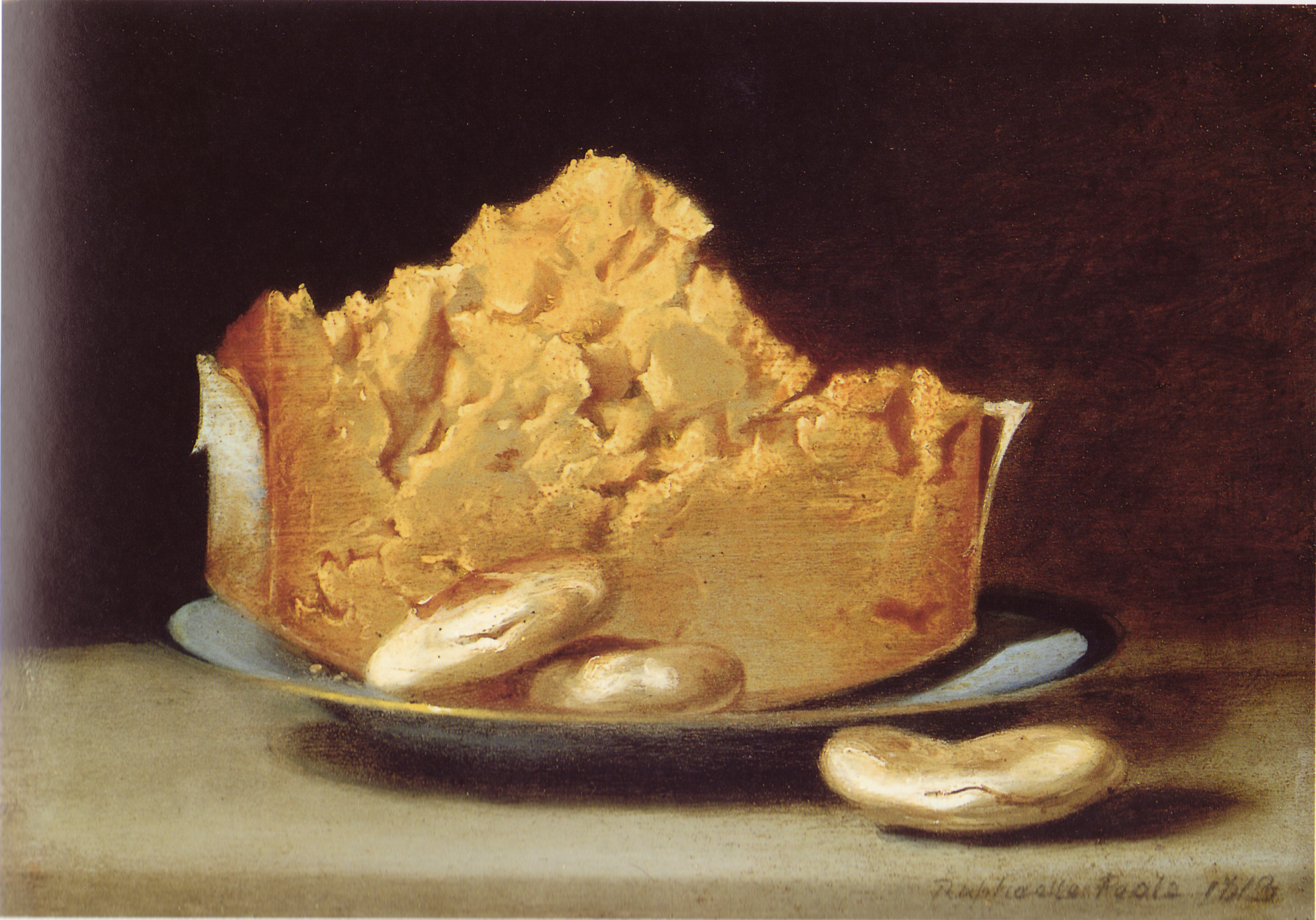
پنیر با سه کراکر،نقاشی توسط رافائل پیل، ۱۸۱۳ میلادی

پنیر و کراکر توسط دریانوردان و ملوانان مانند مهاجران، شکارچیان وال و کاشفان قبل از اختراع شدن یخچال با مصرف بیسکویت دریایی مورد استفاده قرار می‌گرفته‌است. همچنین از این نوع غذا توسط جهان گردان و کاشفان زمین مصرف می‌شده‌است.

### ایالات متحده

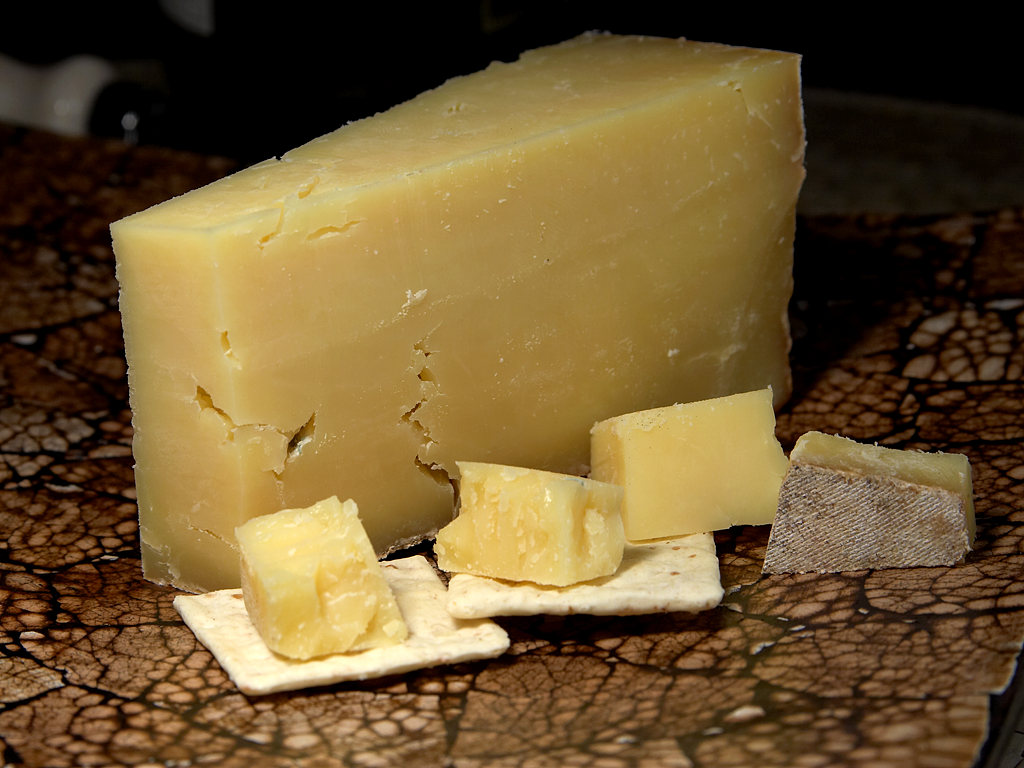
پنیر و کراکر با پنیر چدار حبه

پنیر و کراکر به عنوان یکی از اولین غذاهای فوری در ایالات متحده شناخته شده‌است، محبوبیت این نوع غذا در حدود دهه ۱۸۵۰ میلادی هنگامی شروع به افزایش یافت که نانوایان شروع به تولید کردن کراکر با ضخامت کمتر و بافتی نرم‌تر در مقایسه با بیسکویت دریایی کردند. در طول این دوره زمانی، این ترکیب غذایی در منوی رستوران‌ها به عنوان یک پس از دسر قرار داده شد، همچنین این غذا درسالون‌های وسترن نیز سرو می‌گردید. پنیر و کراکر به عنوان یک جیره غذایی در طول جنگ‌های داخلی آمریکا (۱۸۶۱–۱۸۶۵) مورد استفاده سربازان قرار گرفت. برخی از سربازان از پنیر و کراکر به عنوان «غذای مربعی» یاد می‌کردند. ازرا میکر از پنیر و بیسکویت دریایی همراه با گوشت خشک شده گوزن و آهو در طول سفر خود در جاده اورگون در سال ۱۸۵۲ میلادی استفاده می‌کرد. در سال ۱۹۱۵ فیلیپ راجرز کوهنورد در طول سفر خود به کوه رینیر که در ایالت واشینگتن واقع است، پنیر و بیسکویت دریایی همراه با کشمش و آجیل مصرف می‌کرد.